# Desmopachria glabella
Desmopachria glabella – gatunek wodnego chrząszcza z rodziny pływakowatych, podrodziny Hydroporinae i plemienia Hyphydrini.
Gatunek ten opisany został w 1981 roku przez Franka N. Younga, który jako miejsce typowe wskazał Laguna Base. W obrębie rodzaju zaliczany jest do grupy gatunków D. convexus odznaczającej się obecnością ruchomego wyrostka przedniowierzchołkowego na paramerach.
Chrząszcz o ciele długości poniżej 1,7 mm, zwykle ubarwionym jednolicie ciemnobrązowo. Środkowy płat edeagusa z dwoma czubkami, rozszerzonym wierzchołkiem i bulwiasto rozszerzoną nasadą.
Owad ten zasiedla Isla de la Juventud w zachodniej części Kuby.